# Саид, Маин Абдель Малик
Маин Абдель Малик Саид (араб. معين عبد الملك سعيد‎; род. 1977; Таиз, Йеменская Арабская Республика) — йеменский политический и государственный деятель, премьер-министр Йемена с 15 октября 2018 по 5 февраля 2024 года. Ранее он занимал должность министра общественных работ в кабинете бин Дахра.

## Образование
Окончил Каирский университет. Саид имеет докторскую степень в области архитектуры и теории дизайна.

## Карьера
Саид был архитектором и технократическим деятелем, работавшим в консультативной группе в Каире в области планирования и строительства. Он также работал доцентом инженерного факультета Университета Тамар. Саид вместе с правительственной делегацией участвовал в консультациях с ополченцами-хуситами на первой Женевской конференции, а также в швейцарском городе Биль и в Кувейте.

## Премьер-министр Йемена
18 октября 2018 года президент Йемена Абд-Раббу Мансур Хади уволил Ахмеда Обейда бин Дахра, обвинив его в экономическом кризисе, потрясшем Йемен. На его место был назначен Саид, что сделало его самым молодым премьер-министром в истории Йемена.
7 апреля 2022 года президент Хади передал власть Президентскому руководящему совету (ПРС) под председательством Ришада аль-Алими. ПРС продолжил назначение Саида на пост премьер-министра.
5 февраля 2024 года ПЛС отстранил Саида от должности премьер-министра и назначил советником президента. Его сменил на этом посту Ахмад Авад бен Мубарак.

## Атака в аэропорту 2020  года
30 декабря 2020 года самолёт, на борту которого находились Саид и другие члены недавно сформированного правительства Йемена, приземлился в международном аэропорту Адена из Саудовской Аравии. Во время приземления самолёта в аэропорту взорвались бомбы. По меньшей мере 25 человек были убиты и более 110 получили ранения. Саида отвезли в безопасное место.